# Lego Duplo

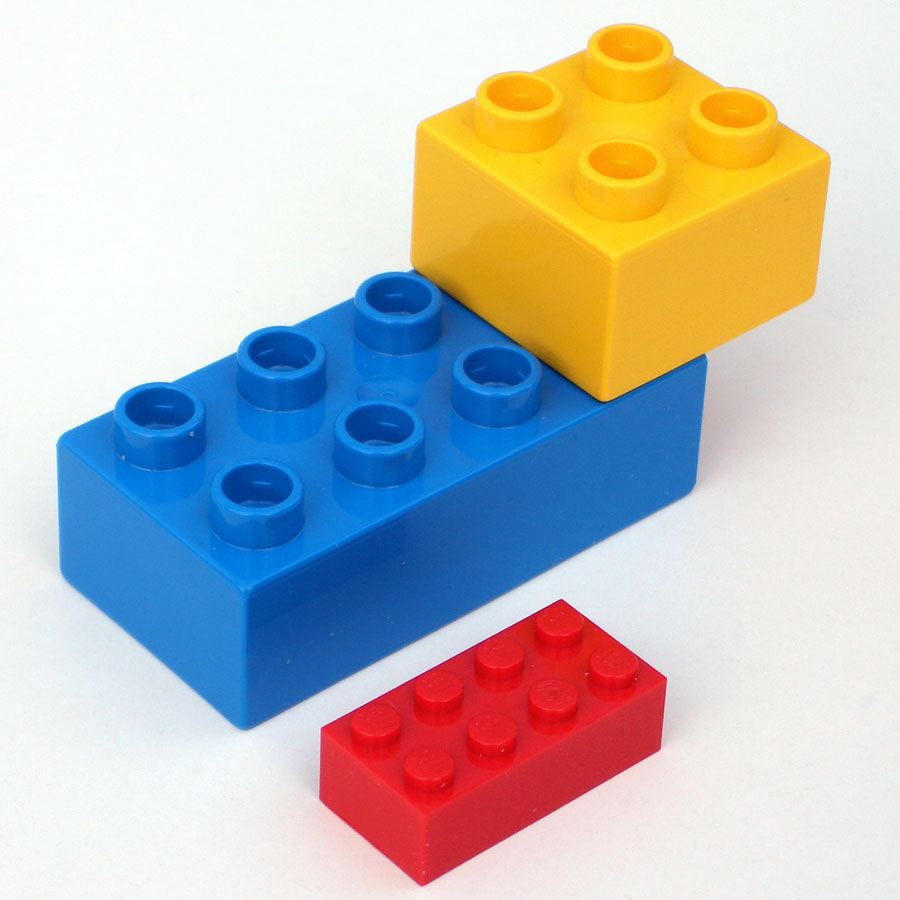
Normál és Duplo lego kocka egymás mellett

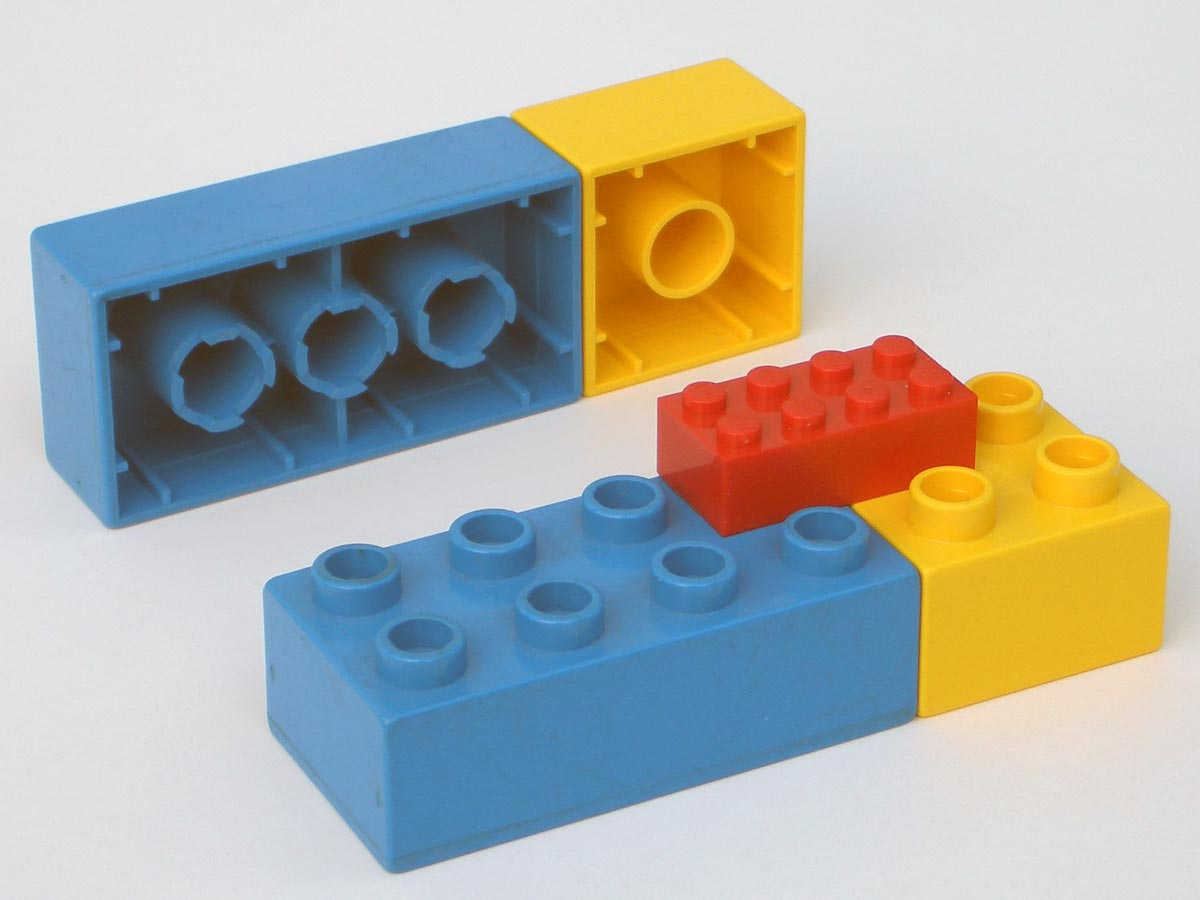
A Duplo kocka összeépíthető a hagyományos méretű lego kockákkal is

A Lego Duplo ( a DUPLO védjegy) Lego vállalatnak az alapterméke, amelyet 1,5 és 5 év közötti gyermekeknek terveztek. A Duplo kockák kétszer akkorák, mint a hagyományos Lego kockák, nem csak könnyebben kezelhetők, hanem kisebb valószínűséggel nyelhetik le őket a kisebb gyerekek. Méretük ellenére szándékosan kompatibilisek a hagyományos Lego kockákkal, ez által használhatóak maradjanak azután is, miután a gyerekek "kinőtték" őket.
Az eredetileg 1969-ben indult Duplo termékcsalád  azóta kibővült további figurákkal, állatokkal, autókkal, házakkal és vonatokkal. A Duplo termékeket Nyíregyházán gyártják.

## Fejlesztése
Az 1969-es bevezetés előtt a Lego csoport azt vizsgálta, hogyan lehetne biztonságos, életkornak megfelelő, a hagyományos tégláknál nagyobb méretű Lego-téglákat gyártani a másfél éves és annál idősebb kisgyermekek számára. A vállalat kezdetben küzdött, hogy olyan méretarányt találjon, amely illeszkedik a meglévő Lego játékrendszerhez, 3:1 és 4:1 méretarányokat vizsgálva, de végül a 2:1 méretarány mellett állapodtak meg. 1968-ban a második generációs tulajdonos, Godtfred Kirk Christiansen adta az ötletet, hogy a Duplo téglák szegecseit kivájják, hogy azok kompatibilisek legyenek a klasszikus Lego-rendszerrel. A Duplo a latin "duplex" szóból származik, ami azt jelenti, hogy kétszeres.